# Мыларщиков, Владимир Павлович
Владимир Павлович Мыларщиков - советский государственный и политический деятель. 

## Биография
Родился в 1911 году. Член ВКП(б) с 1931 года.
С 1935 года - на общественной и политической работе. В 1935-1965 гг. — заместитель директора Курганской машинно-тракторной станции, секретарь Волоколамского районного комитета ВКП(б) по кадрам, комиссар Волоколамского партизанского отряда, 1-й секретарь Волоколамского районного комитета ВКП(б), секретарь Московского областного комитета ВКП(б) - КПСС, заведующий Сельскохозяйственным отделом ЦК КПСС по РСФСР, кандидат в члены ЦК КПСС, член Бюро ЦК КПСС по РСФСР, директор Специализированного треста картофеле-овощеводческих совхозов Московской области, 1-й заместитель министра производства и заготовок сельскохозяйственных продуктов РСФСР.
Избирался депутатом Верховного Совета РСФСР 2-го, 4-го, 5-го, 6-го созывов, Верховного Совета СССР 5-го созыва.
Умер в 1977 году.